# لوسيو تيوفيلو دا سيلفا
لوسيو تيوفيلو دا سيلفا (هانغل: 루시우 테오필루 다 시우바) هو لاعب كرة قدم كوري جنوبي وبرازيلي في مركز الهجوم، ولد في 2 يوليو 1984 في بارايبا في البرازيل. لعب مع أولسان هيونداي وسبورت ريسيفي ونادي أيه بي سي ونادي غوانغجو ونادي نوفو هامبورغو.

## وصلات خارجية
- لوسيو تيوفيلو دا سيلفا على موقع دوري كوريا الجنوبية (الإنجليزية)
- لوسيو تيوفيلو دا سيلفا على موقع قاعدة بيانات كرة القدم.إي يو (الإنجليزية)
- لوسيو تيوفيلو دا سيلفا على موقع Soccerway.com (الإنجليزية)